# Kita-Entwicklung

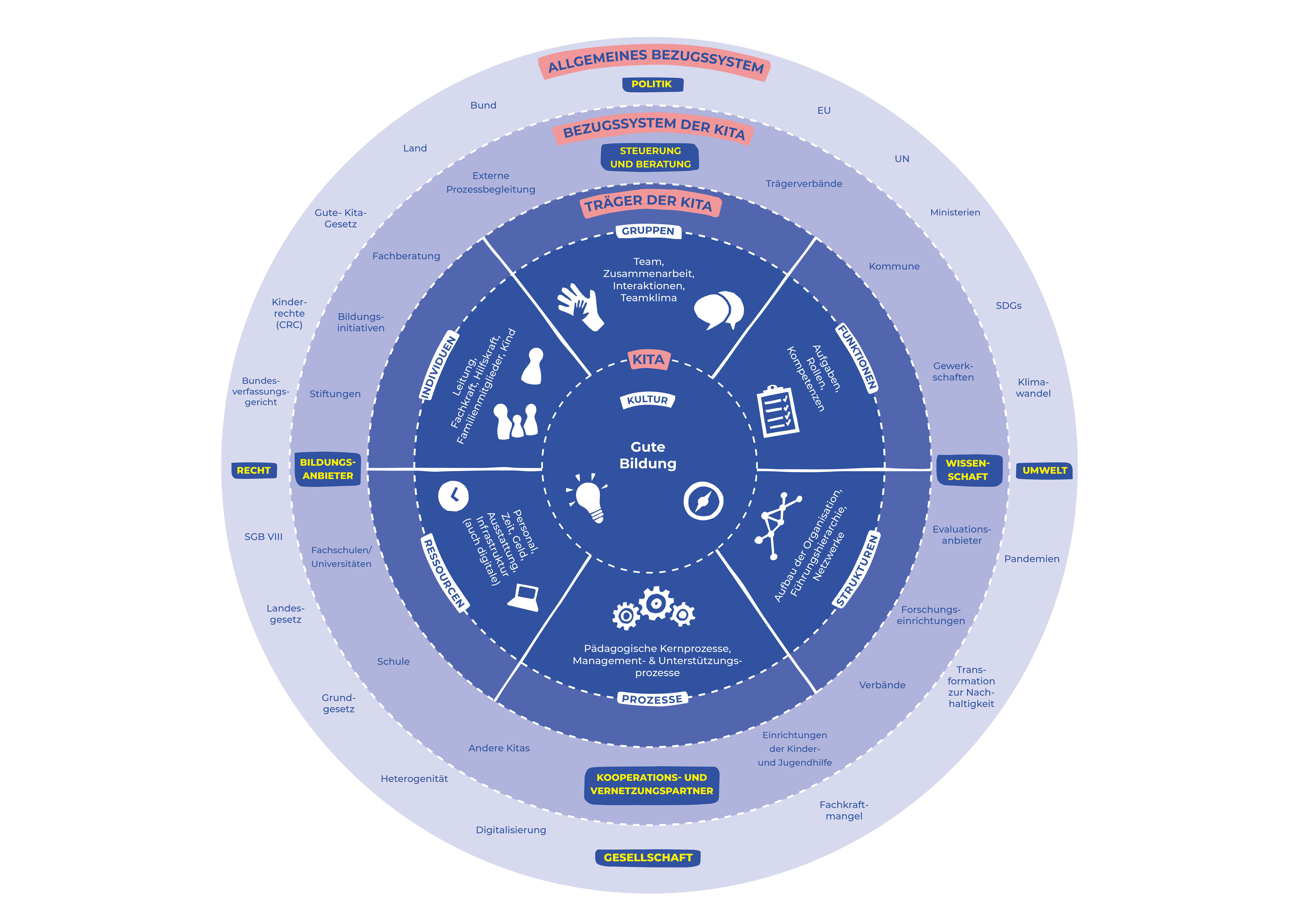
Kreismodell „Zentrale Dimensionen der Kita-Entwicklung zur Stärkung von Bildungsqualität“

Unter dem Begriff Kita-Entwicklung (oder Kitaentwicklung) ist zusammengefasst, wie Organisationsentwicklung zur Qualitätsentwicklung in Kitas beitragen kann.

## Definition
Unter Kita-Entwicklung wird ein planvoller, kontinuierlicher und partizipativ angelegter Veränderungsprozess der pädagogischen Organisation Kita verstanden. Ziel von Kita-Entwicklung ist es, eine entwicklungsförderliche Lernumgebung in der Kita zu etablieren und damit zur Stärkung von Bildungsqualität beizutragen. Dafür setzt Kita-Entwicklung auf eine bewusste (Weiter-)Entwicklung des (pädagogischen) Selbstverständnisses der Organisation sowie ihrer Abläufe, Regeln und Ressourcen. Dieser Prozess bezieht Kita-Leitungen und Teams, Träger, Kinder und deren Familien in die Organisation mit ein und berücksichtigt individuelle Gegebenheiten der Einrichtung sowie aktuelle gesellschaftliche Herausforderungen. Durch die partizipative Kita-Entwicklung sollen die Potenziale der Akteurinnen und Akteure entfaltet und damit die Selbststeuerungsfähigkeit von Einrichtungen befördert werden.

## Leadership und Qualitätsentwicklung
Im Zentrum von Kita-Entwicklung stehen die Themen: Qualität in der Zusammenarbeit, „Leadership“ als Aufgabe der Kita-Leitung sowie die Rolle der pädagogischen Fachkraft als „Change Agent“.
Leadership bezeichnet in diesem Fall, im Vergleich zum Managementansatz, nicht die Strukturierung von Arbeitsabläufen zur Steigerung von Effizienz, sondern vielmehr die prozesshafte Einflussnahme von Menschen auf Menschen zur gemeinsamen Zielerreichung.
Für den frühpädagogischen Bereich konnten bereits erste empirische Belege gefunden werden, dass Leadership eine bedeutende Komponente von Qualitätsentwicklung im Handlungsfeld Kindertageseinrichtung sein kann.
Kindertageseinrichtungen, in denen eine besonders hohe Qualität gemessen wurde, das heißt, in denen Kinder sich kognitiv und emotional-sozial besonders gut entwickeln, werden von Leitungskräften geführt, die im Sinne von Leadership eine einrichtungsspezifische Vision entwickeln, ein gemeinsames pädagogisches Verständnis im Team erzeugen und gemeinsame Ziele mit den pädagogischen Fachkräften entwickeln.
Siraj-Blatchford und Hallet (2014) unterscheiden vier zentrale Leitungsdimensionen:
1. Directional Leadership: Entwicklung einer geteilten Vision und effektive Kommunikation
2. Collaborative Leadership: Förderung von Teamkultur und Kooperation mit den Eltern
3. Empowering Leadership: Befähigung der Pädagoginnen und Pädagogen, geteilte Führung und Strategien des Changemanagements
4. Pedagogical Leadership: Förderung des Lernens und der Reflexivität